# Алексеевская улица (Нижний Новгород)

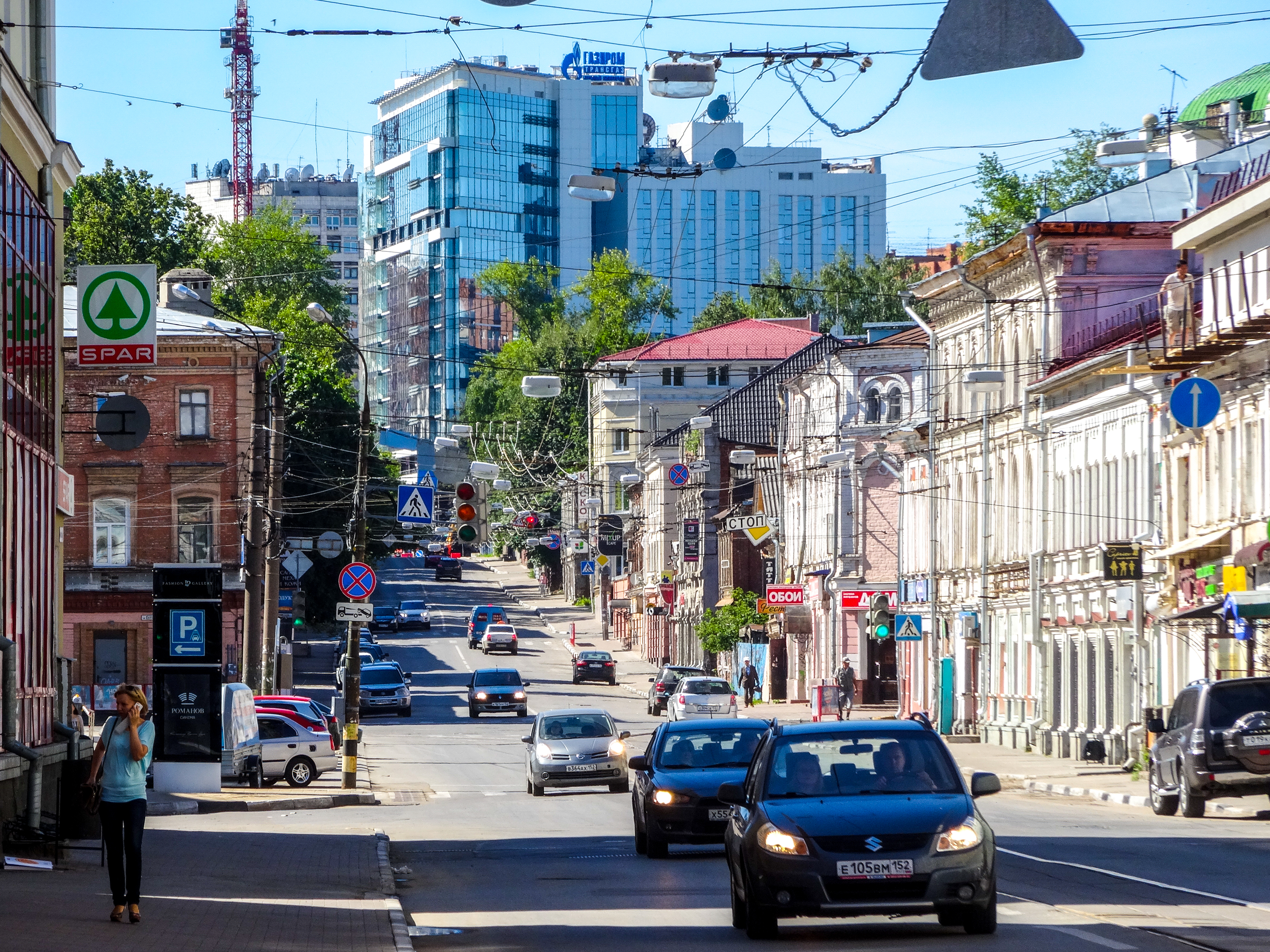
Вид на Алексеевскую улицу, Нижний Новгород. Июль 2014

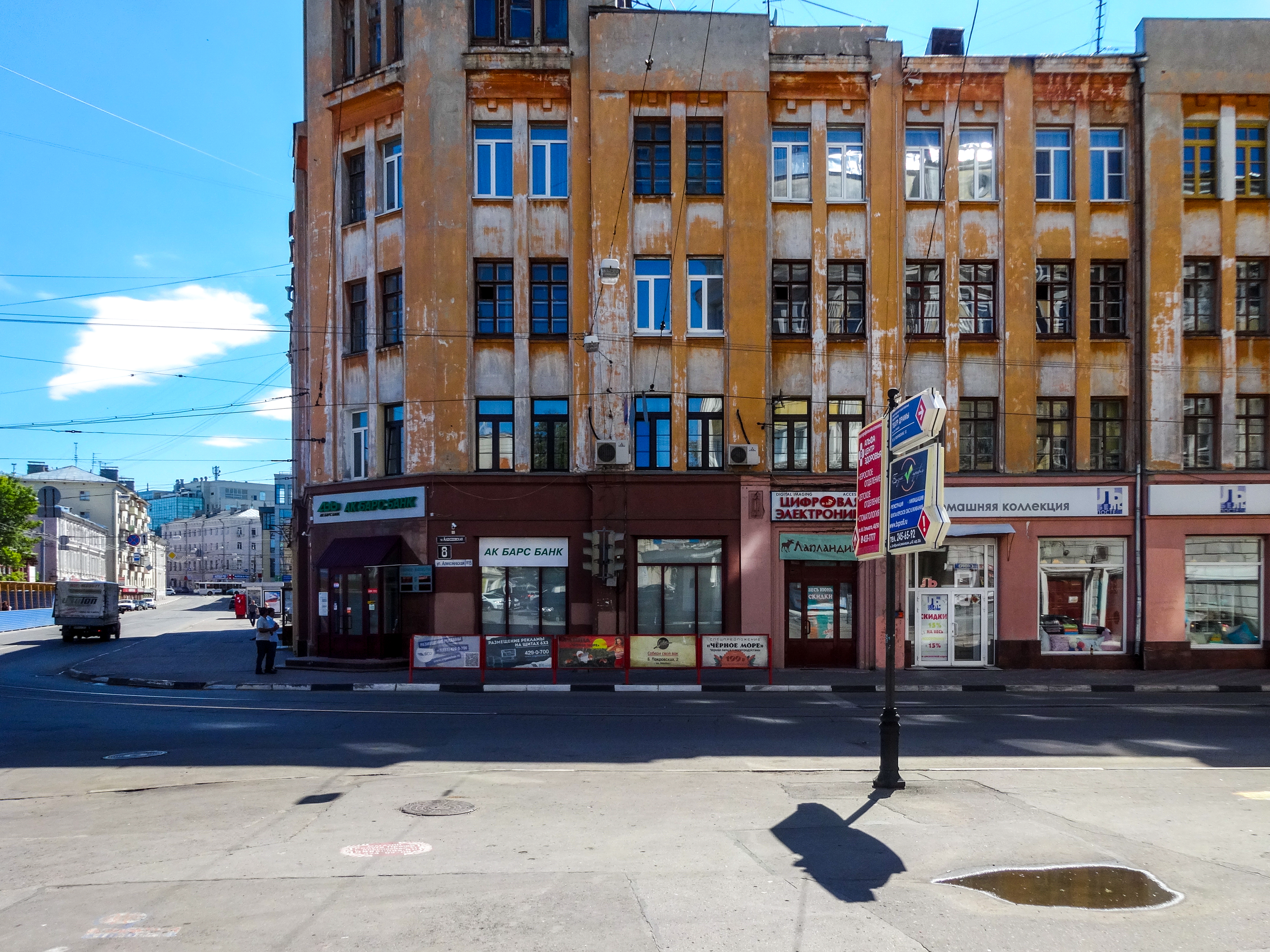
Пересечение улиц Алексеевская и Пискунова в Нижнем Новгороде. Июль 2014

Алексе́евская у́лица — улица в историческом центре Нижнего Новгорода. Проходит от площади Минина и Пожарского до улицы Звездинка.

## Название
Своё название улица получила в честь Алексеевской церкви, возведённой в 1642 году. Церковь была освящена в честь митрополита Алексия, наставника Дмитрия Донского, перестраивалась в 1717, 1825 годах, была уничтожена после революции 1917 года.
В 1931 году улица получила имя Феликса Эдмундовича Дзержинского. Историческое название было возвращено в 1991 году.

## История
Улица Алексеевская впервые была отмечена на генплане в 1770 году. На Алексеевской находилось много лавок, мастерских. С конца XVIII века почти два квартала в центре улицы занимали сады князя Грузинского. Со временем от Большой Покровской к саду Грузинских пробили Холодный переулок. В дореволюционный период улица Алексеевская была местом, где жили очень многие видные люди города. Особенно активно улица застраивалась во время градостроительных преобразований 1834—1839 годов.
Сейчас Алексеевская является одной из немногих улиц Нижнего Новгорода, где сохранилась историческая застройка.

## Достопримечательности
Список объектов культурного наследия регионального значения, находящихся на улице Алексеевской:
- Алексеевский корпус Верхнебазарных торговых рядов, построен в 1841-1844 годах. Архитекторы — И. Е. Ефимов, А. Л. Леер (№1)
- Здание, в котором с 1884 по 1916 гг. находился Всесословный клуб, связанный с писателями Короленко Владимиром Галактионовичем, Горьким Алексеем Максимовичем. Здесь в 1901—1904 гг. находился пункт нелегальной подпольной связи нижегородских марксистов с В. И. Лениным и в 1905 году формировались первые профсоюзы в городе (№ 3а, 3а1, 3б, 3б1)
- Жилой дом, построен в 1926—1927 годах, архитектор — А. А. Яковлев (старший) (№ 8/15)
- БЦ «Лобачевский Plaza» (№ 10/16)[6]
- Дом А. Ф. Ермолаева, 1890-е годы (№ 15б)
- Здание, где в 1918—1921 гг. располагалась Народная консерватория, затем музыкальный техникум (до 1931 гг.), где работали видные музыканты Виллуан Василий Юльевич, Полуэктова Нина Николаевна и др., учились Мокроусов Борис Андреевич, Макарова Нина Владимировна, Цфасман Александр Наумович (№ 15/14а)
- Жилой дом с торговым помещением Н. А. Мочалова, 1870-е годы. (№ 15/17, литеры А, А1)
- Дом А. И. Фролова, 1-я половина XIX века, 1903 год. (№ 20, литеры А, А1)
- Дом В. С. Прядилова, 1908—1910 годы, архитектор — С. А. Левков. (№ 23а)
- Жилой дом, 2-я половина XIX века. (№ 33)
- Дом И. Я. Широкова, 1909—1910 годы. (№ 37)
- Дом Е. Добролюбовой, 1837 год, архитектор — М. П. Камышников. (№ 41)